# Fuad Muzurović
Fuad Muzurović (ur. 3 listopada 1945 w Bijelo Polje) – bośniacki piłkarz i trener piłkarski.

## Życiorys
Nie zrobił międzynarodowej kariery piłkarskiej; jako zawodnik grał w FK Jedinstvo Bijelo Polje oraz FK Sarajewie, z którym w 1967 roku zdobył mistrzostwo Jugosławii.
Dziesięć lat później rozpoczął pracę szkoleniową, także w klubie z Sarajewa, który w 1980 roku doprowadził do wicemistrzostwa kraju. Później – w sezonie 1983–1984 – z FK Prištiną zajął ósme miejsce w lidze, najwyższe w historii tego klubu.
W 1992 roku został selekcjonerem nowo powstałej reprezentacji Bośni i Hercegowiny, ale przegrał z nią eliminacje do Mundialu 1998 i otrzymał wymówienie. Pracował w klubach z Turcji, Kataru, Egiptu i Japonii. W 2001 roku powrócił do FK Sarajewa i jeszcze w tym samym sezonie wywalczył z nim Puchar kraju.
Od grudnia 2006 roku, dokładnie przez dwanaście miesięcy, po raz drugi był selekcjonerem reprezentacji Bośni i Hercegowiny; został zwolniony po tym, jak prowadzona przez niego drużyna przegrała eliminacje do Euro 2008. Zresztą na kontynuowanie pracy z kadrą nie pozwoliło trenerowi również zdrowie: przed jednym ze spotkań kwalifikacji – z Maltą 6 czerwca 2007 roku – dostał zawału serca, który na kilka miesięcy zmusił go do tymczasowego odpoczynku od reprezentacji.

## Sukcesy szkoleniowe
- wicemistrzostwo Jugosławii 1980 oraz Puchar Bośni i Hercegowiny 2002 z FK Sarajevo